# Archie Ryan
Pour les articles homonymes, voir Ryan.
Archie Ryan, né le 16 novembre 2001, est un coureur cycliste professionnel irlandais.

## Biographie
Ryan fait ses débuts professionnels au sein de l'équipe Jumbo-Visma Development en 2021. Il rejoint ensuite l'équipe EF Education-EasyPost à partir de 2024.

## Palmarès sur route

### Par années
- 2018
  - 3e du Tour du Pays de Galles juniors
- 2019
  - 2e du championnat d'Irlande sur route juniors
  - 2e du championnat d'Irlande du contre-la-montre juniors
- 2022
  - 2e étape du Tour de Slovaquie
  - 2e étape de la Ronde de l'Isard (contre-la-montre par équipes)
  - 3e du championnat d'Irlande sur route espoirs
- 2023
  - Coppa Città di San Daniele
  - 7e étape (b) du Tour de l'Avenir[2]
  - 2e du Tour de Lombardie amateurs
- 2024
  - 4e étape de la Semaine internationale Coppi et Bartali
  - 2e de la Semaine internationale Coppi et Bartali
- 2025
  - 2e du Tour d'Autriche

### Classements mondiaux
| Année                                 | 2020  | 2021 | 2022 | 2023 | 2024 |
| ------------------------------------- | ----- | ---- | ---- | ---- | ---- |
| Classement mondial                    | 1551e | nc   | 379e | 709e | 170e |
| UCI Europe Tour                       | 1155e | nc   | 305e | nc   | 138e |
|                                       |       |      |      |      |      |
| Légende : nc = non classéSource : UCI |       |      |      |      |      |